# Пам'ятки монументального мистецтва місцевого значення Чернівців
| Адреса (вулиця, номер)                      | Світлина | Найменування пам'ятки. Дата утворення пам'ятки.                                                    | Номер і дата документа про взяття на облік                                            | Охоронний номер |
| ------------------------------------------- | -------- | -------------------------------------------------------------------------------------------------- | ------------------------------------------------------------------------------------- | --------------- |
| Буковинська, 4                              |          | Пам'ятник Милосердю, 1915 р., скульптори Т.Штундль, К.Москалюк                                     | Розпорядження представника Президента України від 22.09.1992 р. № 473                 | 965             |
| Галицького Семена (без номера)              |          | Пам'ятник С.Галицькому, 1983 р.                                                                    | Рішення Чернівецького облвиконкому від 18.09.1985 р. № 220                            | 18              |
| Головна, 111                                |          | Пам'ятник Паулю Целану, 1992 р., скульптор І.Салевич                                               | Розпорядження представника Президента України від 22.09.1992 р. № 473                 | 963             |
| Коцюбинського Михайла, 2                    |          | Пам'ятник Й.Главці, 1937 р., скульптор А.Северін                                                   | Рішення Чернівецького облвиконкому від 18.07.1990 р. № 151                            | 924             |
| Пумнула Арона, 19                           |          | Пам'ятник поету М.Емінеску, 1990 р., 1992 р., скульптор Іон Гугуляну                               | Розпорядження представника Президента України від 22.09.1992 р. № 473                 | 962             |
| Руська - Садовського Миколи, на розі вулиць |          | Пам'ятник Буковинському куреню, 1918, 1941, 1945.                                                  | Розпорядження Чернівецької обласної державної адміністрації від 04.05.2000 р. № 234-р |                 |
| Театральна площа                            |          | Пам'ятник О.Кобилянській, 1963 р., заміна 1980р., скульптори А.Скиба, Н.Мирошниченко, арх.Таратута | Рішення Чернівецького облвиконкому від 24.10.1969 р. № 432                            | 10              |
| Університетська                             |          | Пам'ятник Федьковичу Ю.А., українському письменнику (1834-1888), 1995 р.                           | Розпорядження Чернівецької обласної державної адміністрації від 04.05.2000 р. № 234-р |                 |
| Центральна площа                            |          | Пам'ятник Т.Г.Шевченку (1814-1861), 1999 р.                                                        | Розпорядження Чернівецької обласної державної адміністрації від 04.05.2000 р. № 234-р |                 |
| Червоноармійська, 5                         |          | Пам'ятник "Колиска миру", 1992 р., скульптор Д.Сміт                                                | Розпорядження представника Президента України від 22.09.1992 р. № 473                 | 964             |